# Similosodus burckhardti
Similosodus burckhardti är en skalbaggsart som beskrevs av Hüdepohl 1996. Similosodus burckhardti ingår i släktet Similosodus och familjen långhorningar. Inga underarter finns listade i Catalogue of Life.